# Martino Bassi
Martino Bassi (Seregno, 1542 – Milano, 1591) è stato un architetto italiano.

## Biografia

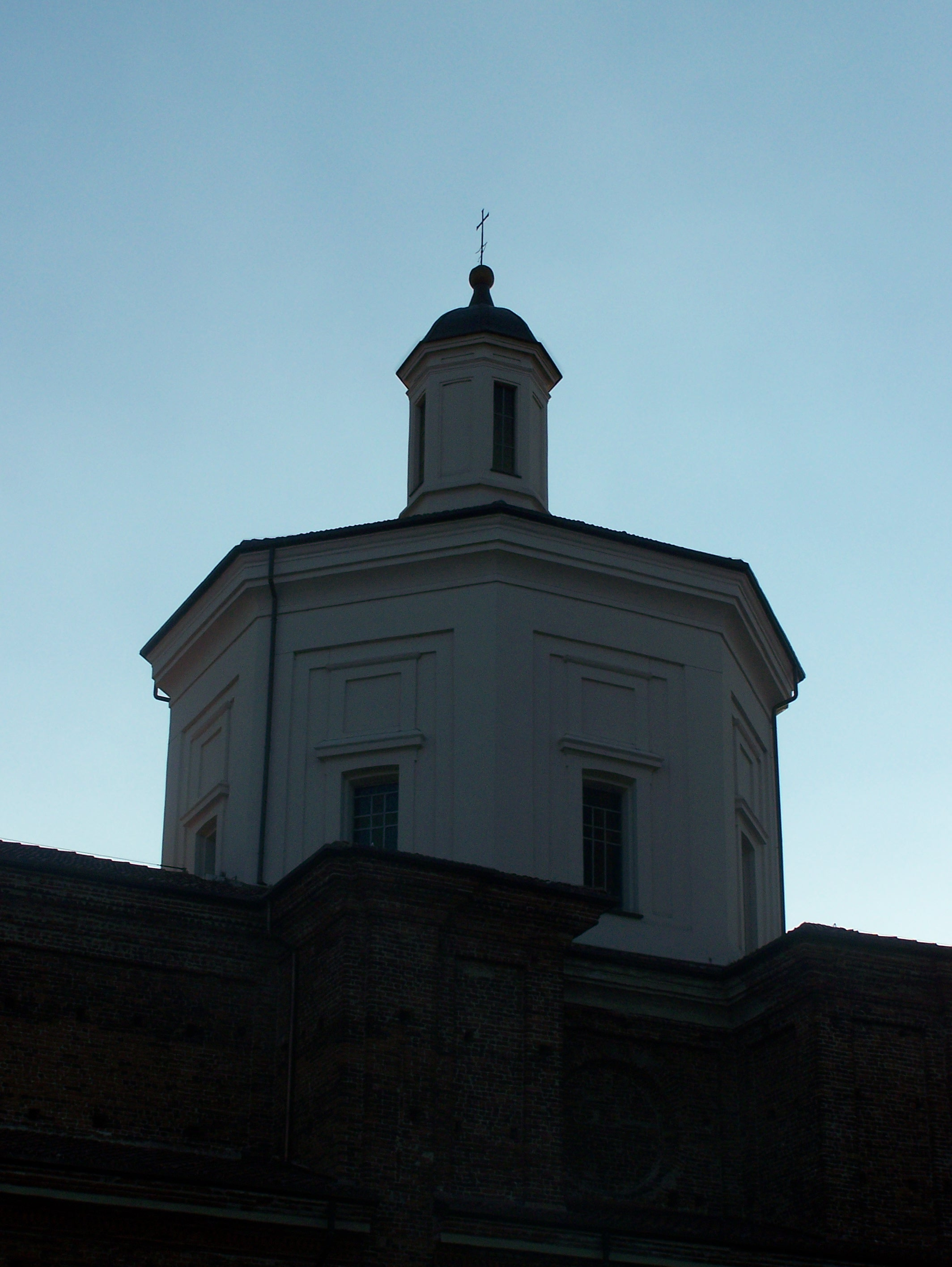
La cupola della chiesa di San Giorgio a Bernate Ticino (MI), opera di Martino Bassi

Lavorò principalmente a Milano ed esclusivamente in Lombardia e venne considerato uno dei più operosi architetti della seconda metà del XVI secolo.
Dal 1567 fu attivo presso la basilica di San Vittore al Corpo e due anni dopo iniziò la collaborazione con la Fabbrica del Duomo di Milano, dove non mancarono attriti con il responsabile dei lavori, Pellegrino Tibaldi, a causa di divergenze sul battistero, sulla sistemazione della cripta e del coro. Bassi spiegò le sue convinzioni sulla disputa nel trattato uscito nel 1572: Dispareri in materia di architettura.
Nel 1570 si occupò di ultimare la costruzione della chiesa di Santa Maria presso San Celso. Nella chiesa attigua a quest'ultima, tra il 1584 e il 1588 realizzò l'altare sinistro.
Tre anni dopo progettò le navate frontali e la facciata della chiesa di Santa Maria della Passione a Milano, mentre nel 1574 il cardinale Carlo Borromeo lo incaricò di progettare la ricostruzione della cupola della basilica di San Lorenzo; per questo progetto sorse una disputa fra il prefetto della fabbrica, Guido Mazenta, e Bassi, che alla fine fu costretto a ritoccare il suo originale progetto. La morte improvvisa dell'architetto gli impedì di partecipare direttamente alla inaugurazione della basilica.
Quando Pellegrini si trasferì in Spagna, Bassi assunse la direzione dei lavori per il Duomo e in quel periodo realizzò varie altre opere in Lombardia, come la chiesa di San Fedele, il Duomo di Lodi, il Santuario a Rho.
Poco prima di morire consegnò i suoi progetti per la facciata del Duomo, caratterizzati da uno stile gotico, per il collegio di Brera e per la chiesa di San Girolamo.